# Avisio
L'Avisio (en ladin : La Veisc) est un cours d'eau coulant en Italie. Il prend sa source dans les Dolomites et est un affluent de l'Adige.

## Cours
L'Avisio prend sa source sur les pentes nord de la Marmolada, plus précisément au glacier de la Marmolada, avant de traverser le val di Fassa, le val di Fiemme et le val di Cembra. Après Soraga di Fassa, le ruisseau est bloqué par le barrage de Pezzé et forme le lac de Soraga (à partir duquel un pipeline alimente la centrale hydroélectrique de Predazzo). En aval de la zone habitée de Molina, le ruisseau est bloqué créant le lac de Stramentizzo, dont les eaux sont acheminées vers la centrale hydroélectrique de San Floriano di Egna.
Après un cours dirigé vers le sud-ouest, il conflue en aval de Lavis, au nord de Trente.

## Sources
- (it) Cet article est partiellement ou en totalité issu de l’article de Wikipédia en italien intitulé « Avisio » (voir la liste des auteurs).